# Hejnał

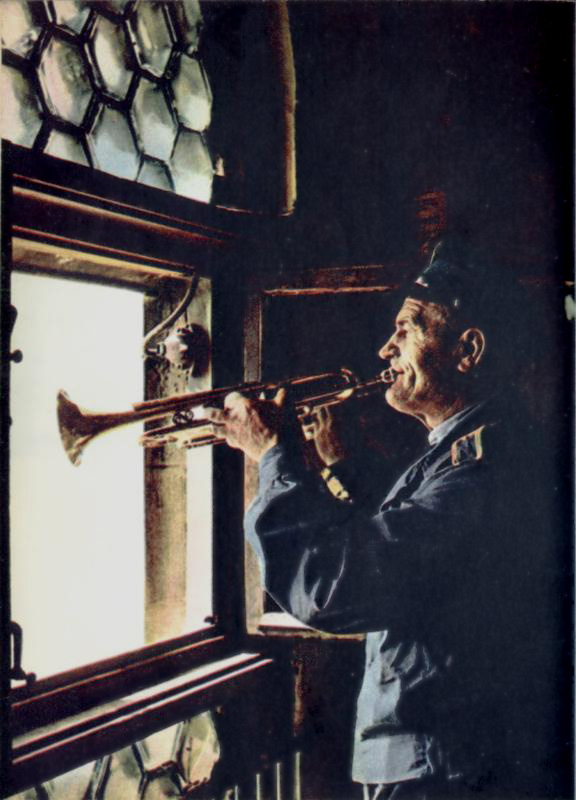
Hejnał durante l'esecuzione

Hejnał è la "chiamata a raccolta" che viene eseguita ogni ora dalla torre più alta della Chiesa di Santa Maria di Cracovia, che in passato era impiegata come torre di guardia.
La leggenda vuole che la breve melodia ricordo quella che nel 1241 cercò di suonare la sentinella di allora per avvisare dell'imminente invasione da parte dei Tartari. Gli assalitori furono più veloci ed una freccia trafisse la gola della sentinella sin dalle prime note, ragione per cui l'attuale trombettiere interrompe ancora oggi la melodia nel bel mezzo di una battuta.
In realtà, la melodia è nata come avviso alla popolazione per segnalare l’assenza di incendi, in quanto la storia di Cracovia è contraddistinta da numerosi incendi che nel corso del tempo, ne hanno compromesso la conservazione artistica.
Hejnał è oggi suonato quattro volte (uno per ogni lato della torre) ogni ora, 24 ore al giorno, tutti i giorni dell'anno, e viene ritrasmesso ogni giorno alle 12 dalla radio nazionale polacca. La giornata lavorativa del trombettiere dura ben 24 ore, dalle 8 alle 7 del giorno dopo, al termine delle quali c’è una pausa di 48 ore. Ad ogni turno sono sempre in servizio due trombettieri.